# 阿波丸 (日本郵船)
阿波丸（日语：／ Awa Maru */?）為日本郵船株式會社所屬船舶。於1945年（昭和20年）4月1日、在台灣海峽牛山島附近的海面被美國海軍潛水艇“皇后魚號”所擊沉，造成全船2003人喪生，僅船長的私人管家兼廚師一人生還。

## 船舶参数
- 竣工：1943年（昭和18年）3月5日（三菱重工業長崎造船所）
- 總噸數：11,249.00t
- 全長：153m
- 寬：20m
- 高：12.6m
- 最大速力：20.823kt